# Бігун лазурний
Бігун лазурний (Ophonus azureus) — вид жуків родини турунових (Carabidae).

## Поширення
Вид поширений в Європі, Північній Африці, на Близькому Сході до Центральної Азії (Центральний Сибір, північний захід Китаю). Віддає перевагу відкритим сухим місцям, таким як вапняні луки.

## Опис
Тонкі жужелиці, завдовжки 6–9 мм. Переднеспинка і надкрила блискучі зелені або сині. Ряди крапок проходять через надкрила. Ноги суцільно червоні.

## Спосіб життя
Жуки харчуються різними насінням. Зимує вид на стадії личинок.